# Юбай
Юба́й (фр. Ubaye) — река на юго-востоке Франции, левый приток Дюранса (бассейн Роны). Протекает по территории департамента Альпы Верхнего Прованса. Длина реки — 82,85 км, площадь бассейна 946 км².
Река начинается из небольшого горного озера Лонже в Котских Альпах близ итальянской границы на высоте 2641 метр. Течёт генерально на юго-запад, собирая воду многочисленных ручьёв, текущих из Альп. В верхнем и среднем течении скорость течения высокая, характер — бурный. Всего река падает на 1861 метр за 83 км, средний уклон 22,5 м/км. Образует глубокую долину, известную как долина Юбая, которая входит в состав национального парка Меркантур. Река популярная среди любителей рафтинга.
На реке стоит город Барселоннет и несколько деревень (коммуны Сен-Поль-сюр-Юбай, Жозье, Ле-Лозе-Юбай). Крупнейший приток — Юбайетт (Ubayette, левый).
Река впадает в водохранилище Сер-Понсон, стоящее на Дюрансе неподалёку от города Ла-Бреоль. Последние километры реки образуют обширный юго-восточный залив водохранилища. Высота устья — 780 м над уровнем моря.
Юбай характеризуется резким сезонным изменением расхода воды, расход резко увеличивается в мае-июне в период паводка.

## Название
Название реки происходит от латинского «opaca» (тёмная, тенистая) через промежуточное «Ubac».

## Галерея

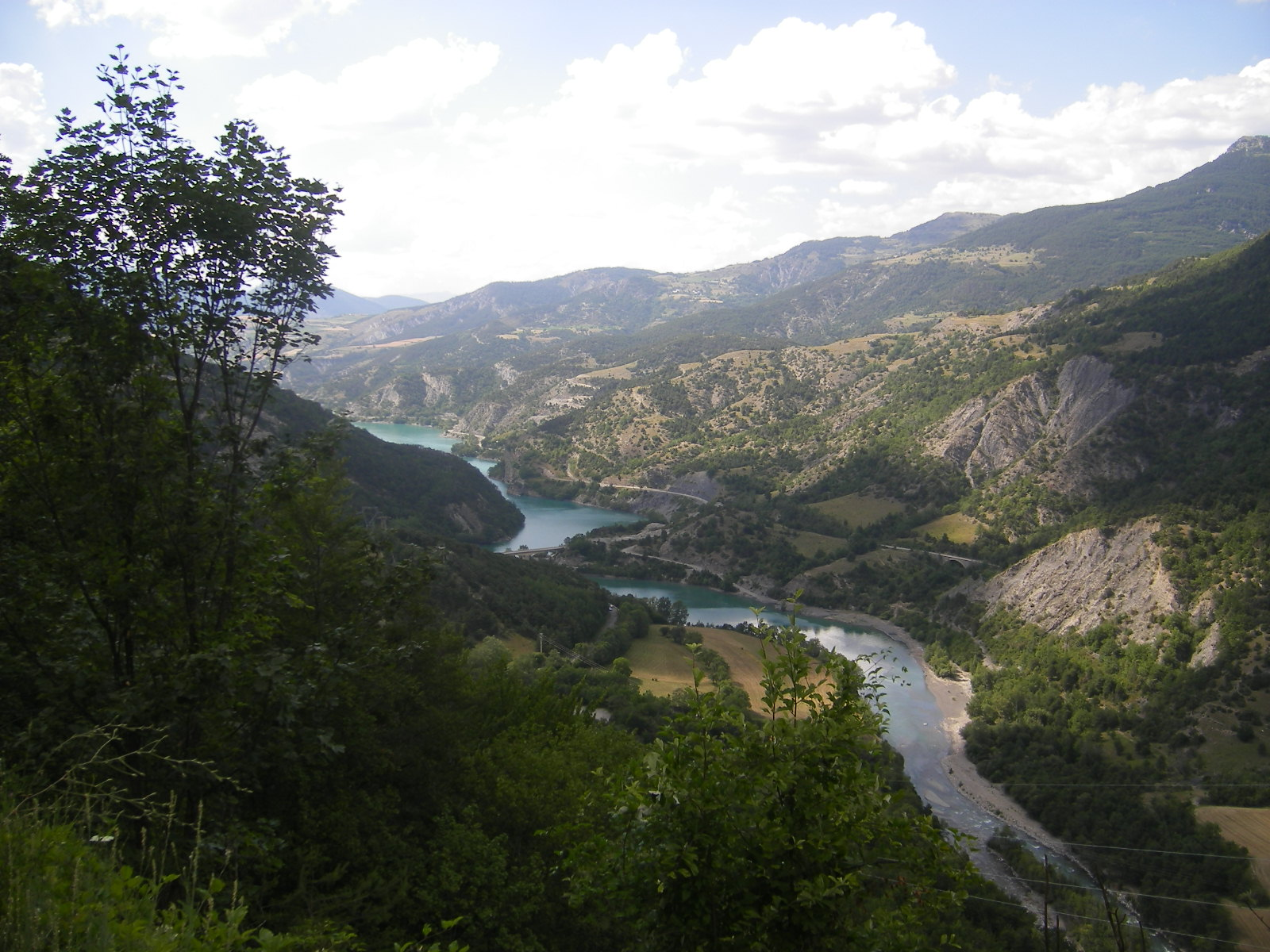
Долина Юбая
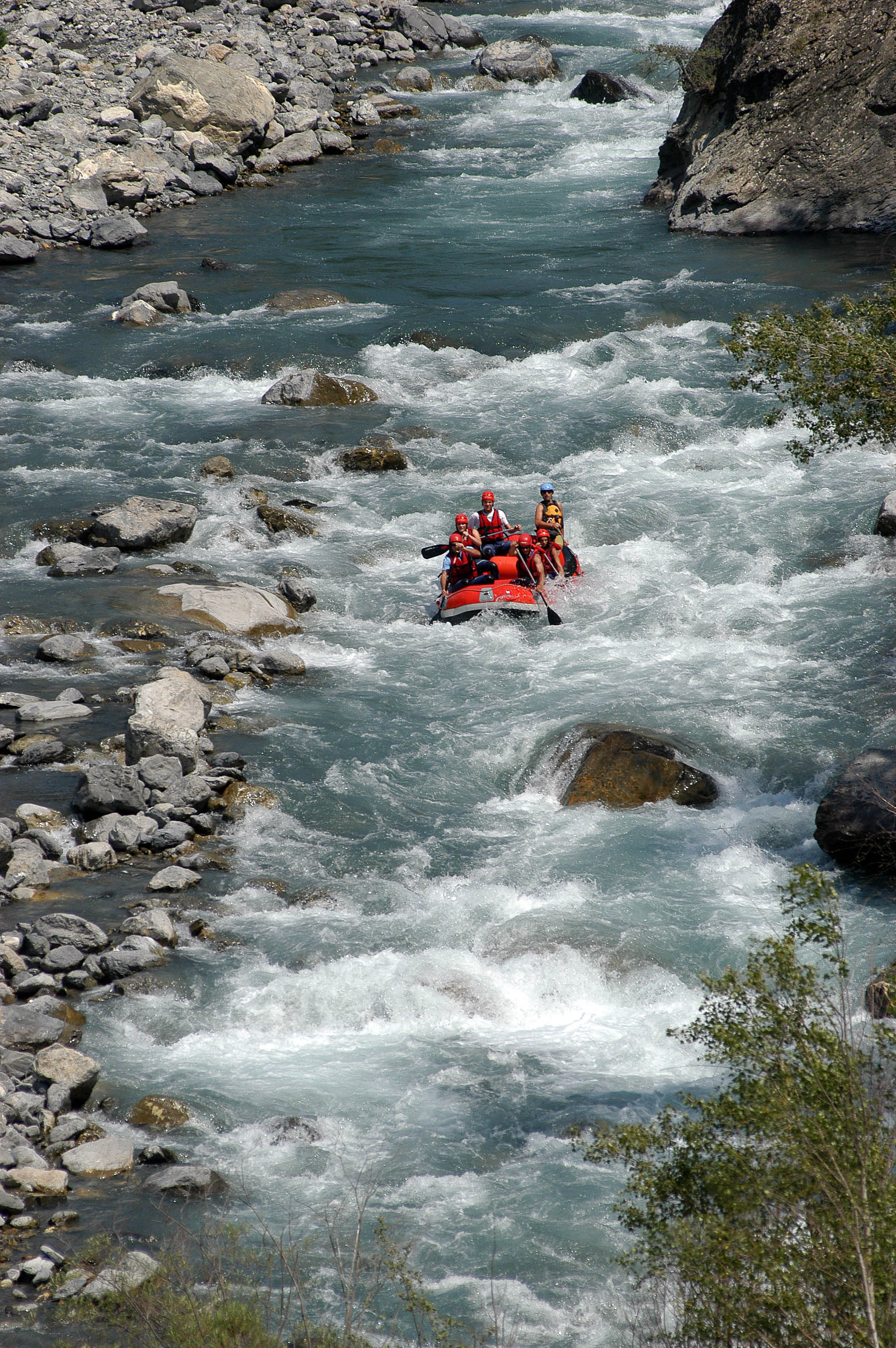
Рафтинг на реке